# Wesmaelius yemenicus
Wesmaelius yemenicus is een insect uit de familie van de bruine gaasvliegen (Hemerobiidae), die tot de orde netvleugeligen (Neuroptera) behoort. 
Wesmaelius yemenicus is voor het eerst wetenschappelijk beschreven door C.-k. Yang in 1980.